# Bolboși
Bolboși is een Roemeense gemeente in het district Gorj.
Bolboși telt 3261 inwoners.